# M2 (amas globulaire)
Pour les articles homonymes, voir M2.
M2 (NGC 7089) est un amas globulaire situé dans la constellation du Verseau. M2 est à environ 37 510 al (11,5 kpc) et à 33 920 al (11,5 kpc) du centre de la Voie lactée.

## Histoire
L'astronome italien Giovanni Domenico Maraldi a découvert Messier 2 le 11 septembre 1746, quatre jours après avoir découvert M15 alors qu'il cherchait la comète de Chéseaux. Il nota qu'il avait trouvé une autre étoile nébuleuse de assez brillante à côté de M15. Il nota aussi qu'elle était ronde, bien terminée et plus brillante au centre. Aucune étoile ne se trouvait dans les environs, ce qui lui apparaissait étrange. À première vue, il pensait qu'il observait une comète.
Exactement 14 années plus tard, le 11 septembre 1760, Charles Messier redécouvrit indépendamment cet amas. Il a observé l'amas avec un télescope grégorien à un grossissement de 104 et il le décrivit comme une nébuleuse sans étoiles.
D'autres astronomes ont ensuite observé cet amas, Jean Nicolas Fortin en 1776 et 1795, Johann Elert Bode le 22 septembre 1775, Johann Gottfried Koehler, Caroline Herschel le 30 juillet 1783. Bode le décrivit comme une nouvelle étoile nébuleuse située au-dessus de Beta Aquarii vers le nord qui apparaît dans un télescope de 7 pieds comme une forme ronde présentant un noyau vif.
C'est William Herschel qui découvrit la nature de cette nébuleuse le 30 juillet 1783 en résolvant ses étoiles. Il écrivit qu'il pouvait distinguer les étoiles de l'amas avec un télescope de 7 pieds. Il observa ensuite l'amas à de nombreuses reprises. Son fils John Herschel observa l'amas à trois reprises entre les années 1827 et 1830. Il a inscrit l'amas à son catalogue sous la désignation GC 4678.
L'amas a aussi été observé par Charles Piazzi Smyth en septembre 1836, par William Parsons en 1844, par Thomas William Webb (en) et par William Huggins en 1865. John Dreyer a décrit M2 en reprenant les termes de John Herschel. Il l'a inscrit dans son New General Catalogue sous la désignation NGC 7089.
John Ellard Gore (en) dans l'un de ses nombreux écrits mentionne qu'une photographie prise par le Dr. Roberts en 1891 montre le centre de l'amas imbriqué dans une nébulosité intense qui selon lui a évolué à partir d'une nébulosité spirale. Gore évalue le nombre d'étoiles de l'amas à environ 800. Camille Flammarion a publié en novembre 1917 dans la revue de la Société astronomique de France (dont il est le fondateur) une description de l'amas accompagnée d'une photographie et d'un dessin.
Une photographie de l'amas a été réalisée par Heber Doust Curtis et elle a été publiée en 1918 dans le livre « Descriptions of 762 Nebulae and Clusters Photographed with the Crossley Reflector »,.

## Observation
La magnitude visuelle de 6,25 de M2 permet de l'observer aisément avec de petites jumelles sous la forme d'une tache laiteuse. Un télescope de 200 mm de diamètre permet de résoudre les étoiles de l'amas

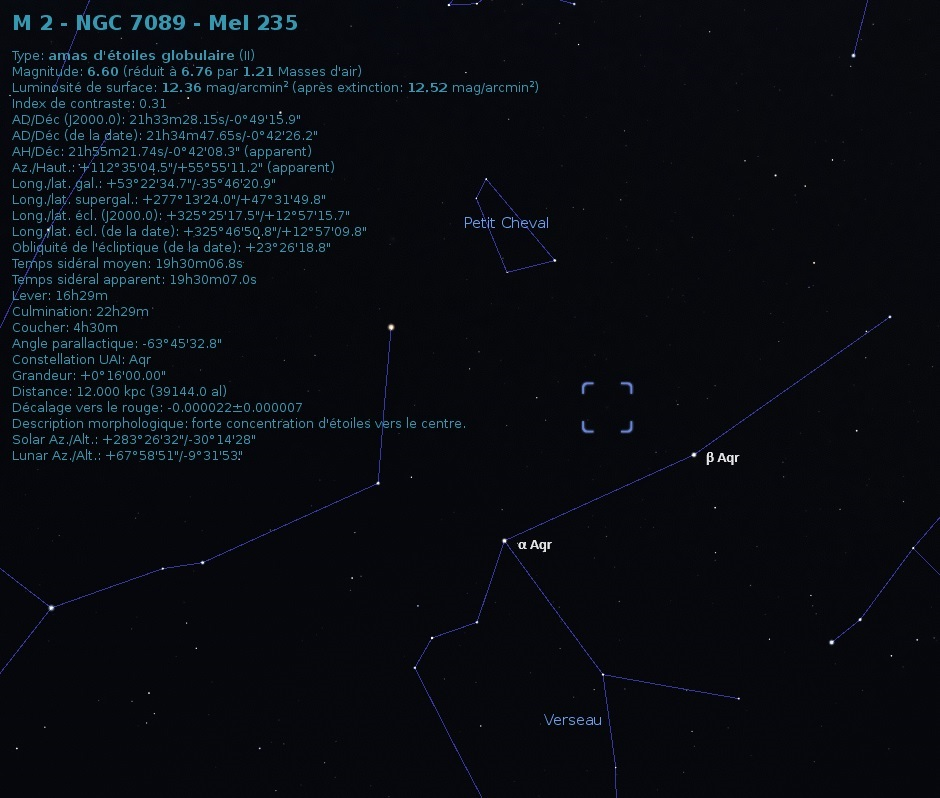
Localisation de Messier 2 dans la constellation du Verseau, près de la frontière du Petit Cheval (données du logiciel Stellarium).

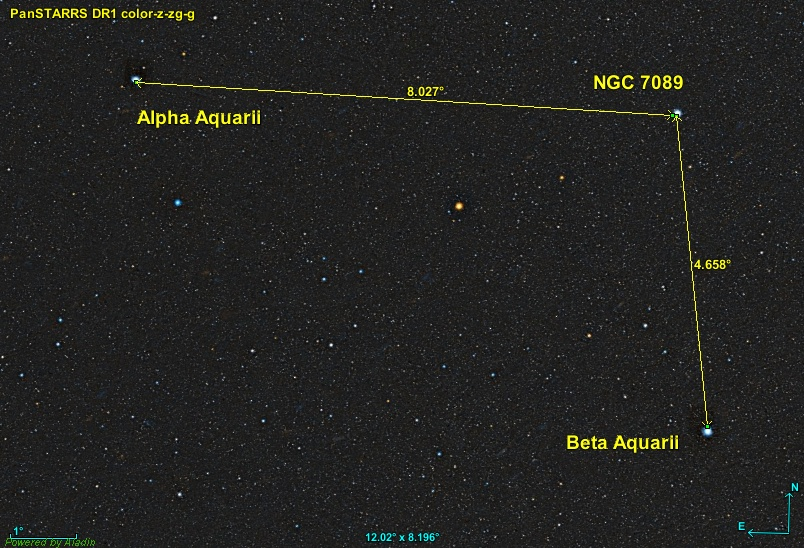
M2 en compagnie de deux étoiles.

M2 est à environ 4,7 degrés presque directement au nord de Beta Aquarii et à quelque 8,0 degrés presque directement à l'ouest d'Alpha Aquarii.

## Caractéristiques

### Classe
La classe de concentration Shapley-Sawyer de M2 est II,, ce qui signifie que l'amas présente une concentration centrale dense.

### Distance, taille et vitesse
Une seule valeur parue dans une publication de 2008 est indiquée sur la base de données Simbad, soit environ 0,012 Mpc (∼39 100 al). Selon Harris et Boyles, M2 est à environ 11,5 kpc (∼37 500 al) du système solaire,.
Si on admet une distance d'environ 11,5 kpc et une taille apparente de 16',, un calcul simple montre que sa taille réelle est d'environ 175 années-lumière. Cependant, une récente étude (2016) a montré que M2 est sans doute beaucoup plus vaste. L'amas serait intégré dans une enveloppe stellaire diffuse qui s'étendrait sur une distance radiale d'au moins 60', soit environ 210 pc.
Cinq valeurs de la vitesse sont aussi indiquées sur Simbad: 235,762 771 ± 4,442 18 km/s, −3,6 ± 0,3 km/s, 3,60 km/s, 3,72 ± 0,34 km/s et 3,0 ± 5,0 km/s. La première valeur semble incorrecte. La moyenne des quatre autres donne −3,5 ± 0,3 km/s, ce qui est semblable à la valeur de −5,3 ± 2,0 km/s indiquée par Harris.

### Une longue queue de marée
Les données du « GAIA EARLY DATA RELEASE 3 (GAIA EDR3) » ont permis de trouver de très longues queues de marée associées à 15 amas globulaires dont M2,. Le long flux de débris stellaire associé à l'amas est d'une longueur de quelque 45° et d'une largeur d'environ 100 pc.

### Métallicité, masse et âge
Boyles et Harris indiquent une valeur -1,65,. La base de données Simbad rapporte huit valeurs de la métallicité comprises entre -1,399 et -1,66 pour une valeur moyenne et un écart-type de −1,53 ± 0,111. La métallicité indiquée par Forbes est -1,31. Une métallicité comprise entre (-1,53 - 0,11 = -1,64) et (-1,53 + 0,11 = -1,42) signifie que la concentration en éléments lourds (plus lourd que l'hélium) de M2 est comprise entre 2,3 % (10-1,64) et 3,8 % (10-1,42) de celle du Soleil.
Après le Big Bang, l'Univers étant surtout composé d'hydrogène et d'hélium, la métallicité était pratiquement nulle. L'univers s'est progressivement enrichi en métaux (éléments plus lourds que l'hélium) grâce à la synthèse de ceux-ci dans le cœur des étoiles. La métallicité des amas du halo de la Voie lactée varie d'un centième (1 %) à un dixième (10 %) de la métallicité solaire, ce qui signifie que ces amas de décomposent en deux sous-groupes, les relativement jeunes et les vieux . Selon sa métallicité, M2 est donc pauvre en métaux lourds. Selon Forbes, il est âgé de 11,78 milliards d'années.

## Les étoiles de M2

### Trois générations d'étoiles
Trois générations d'étoiles sont présentes dans l'amas. La population A est pauvre en métaux lourds, la population B est moyennement riche et la population C est riche. D'autres amas présentent aussi des étoiles avec des métallicités différentes, tels M22, mais M2 renferme une troisième composante stellaire (la population C) qui le rend plus similaire à la région centrale de la galaxie naine du Sagittaire et à l'amas globulaire M54 associé à cette galaxie.

### Les étoiles variables
En date de l'année 2019, on avait découvert 43 étoiles variables dans M2 dont 23 de type RRAB, 15 de type RRC, une de type RV Tauri, une de type SX Phoenicis (SX Phe) et trois céphéides de type CWA.

## M2, une ancienne galaxie naine
On pense que M2 pourrait être une galaxie naine capturée par la Voie lactée. Plusieurs caractéristiques supportent cette hypothèse: M2 possède une vaste enveloppe, il montre une grande dispersion de l'abondance du fer et il renferme une variété d'éléments provenant de captures neutroniques. Le fait que l'amas présente également une longue queue de marée supporte aussi cette hypothèse.

## Galerie

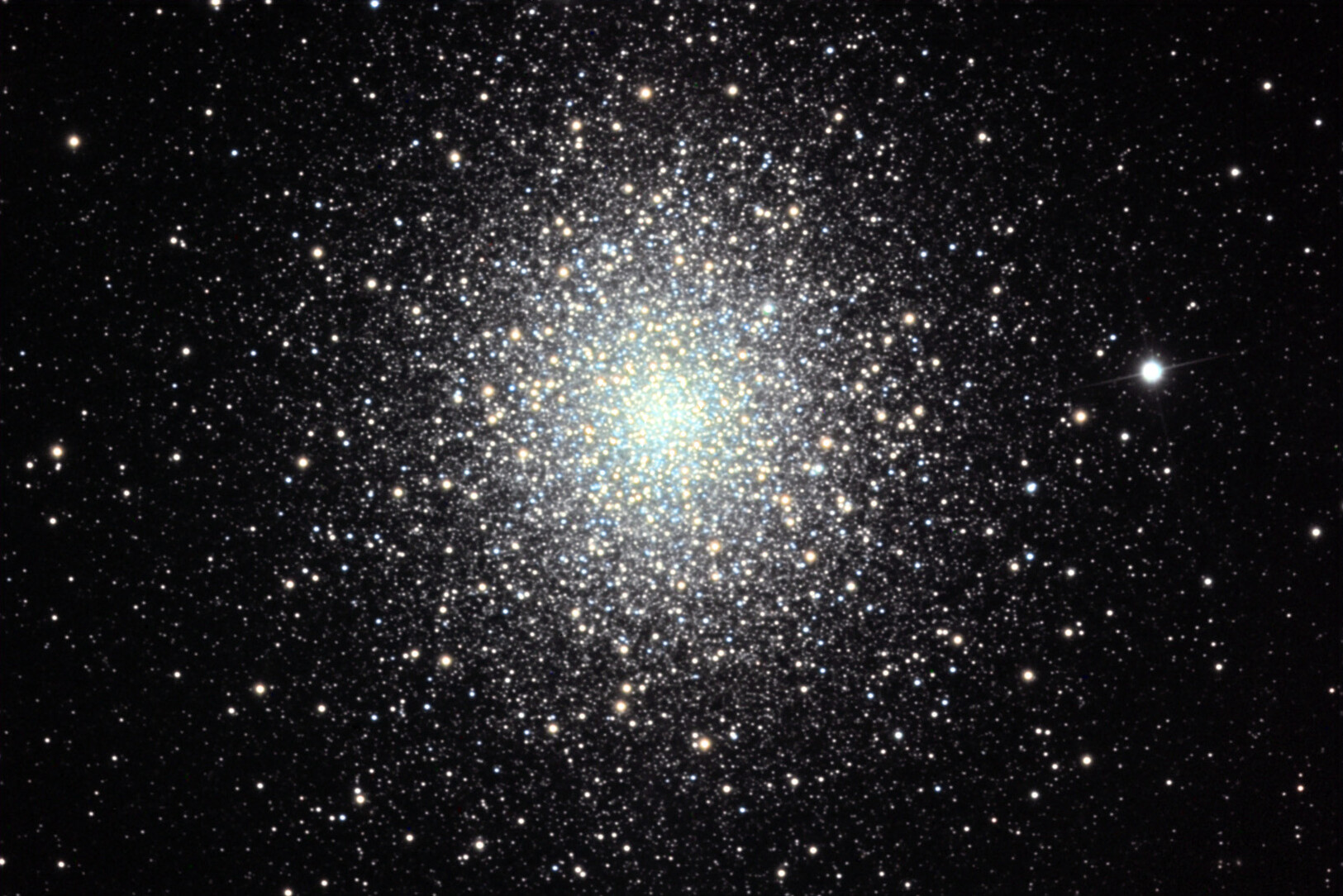
M2 par Adam Block (Observatoire du mont Lemmon/Université de l'Arizona).
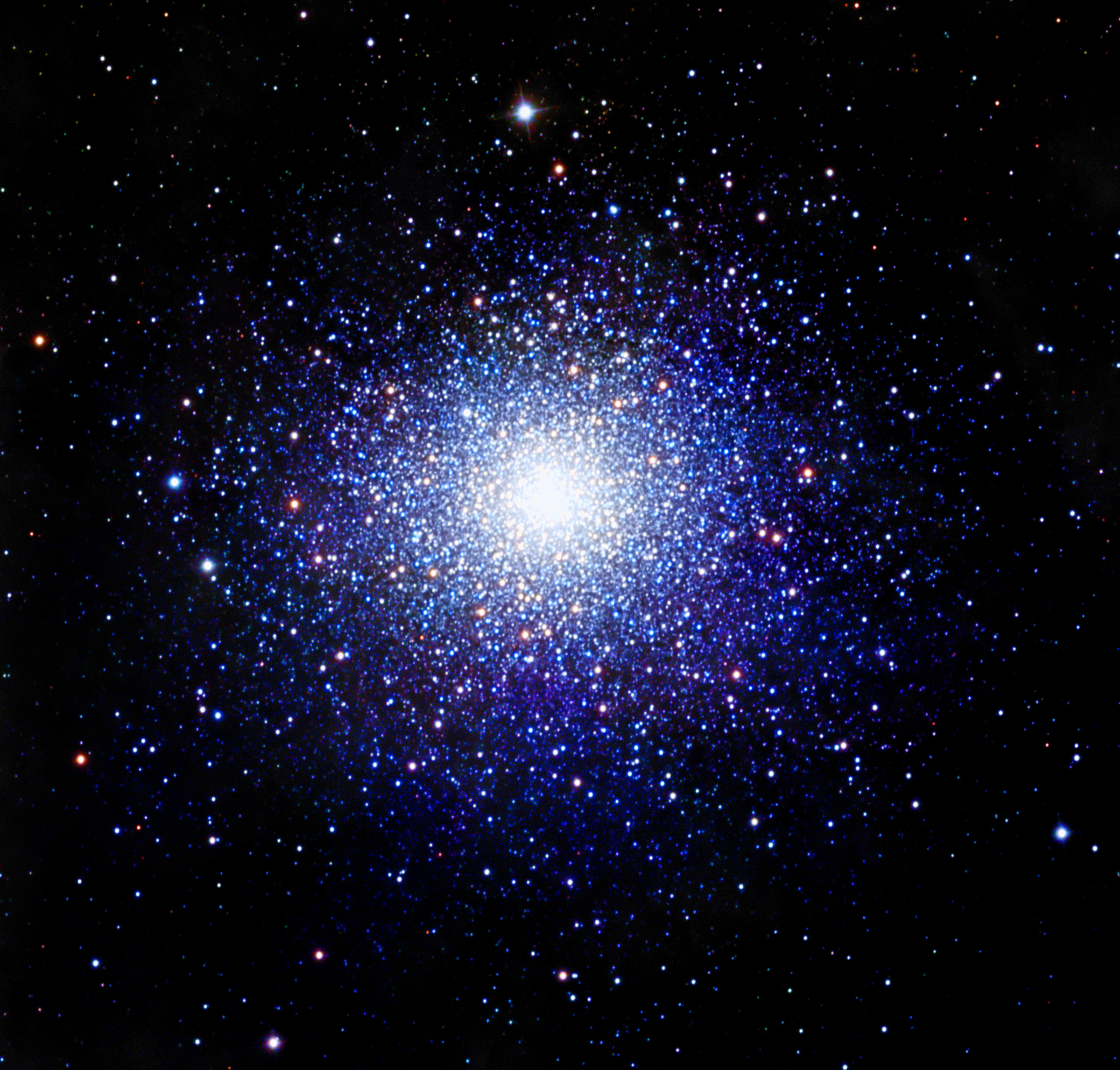
Image captée par le télescope Schulman de l'Observatoire du mont Lemmon.
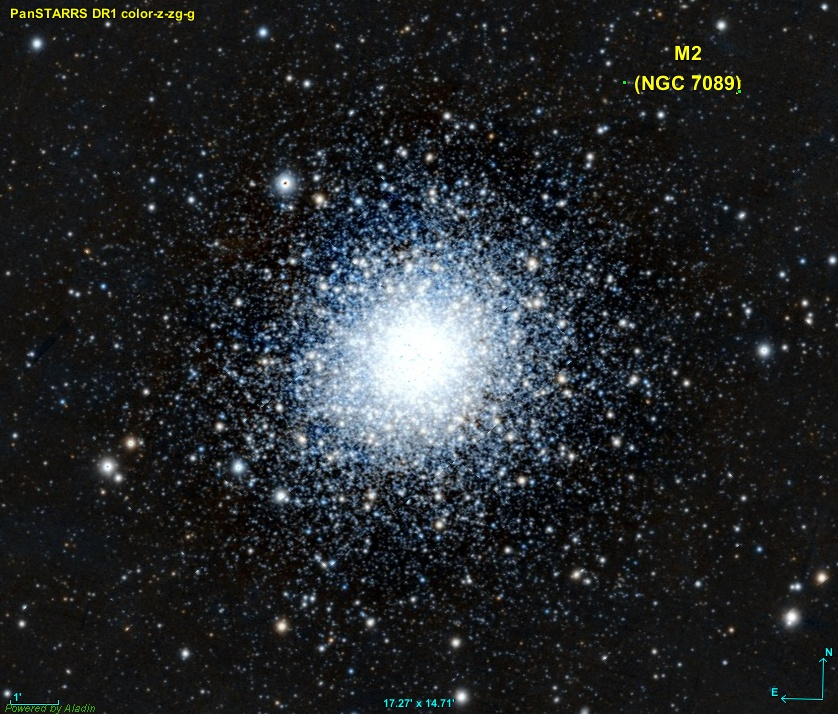
M2 en lumière visible par le relevé Pan-STARRS.
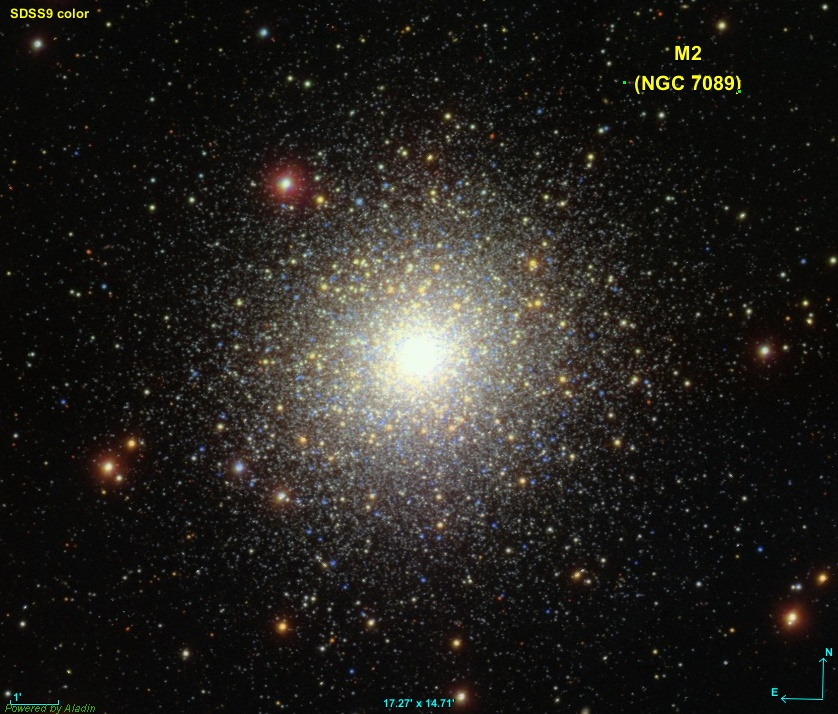
M2 en lumière visible par le relevé SDSS.
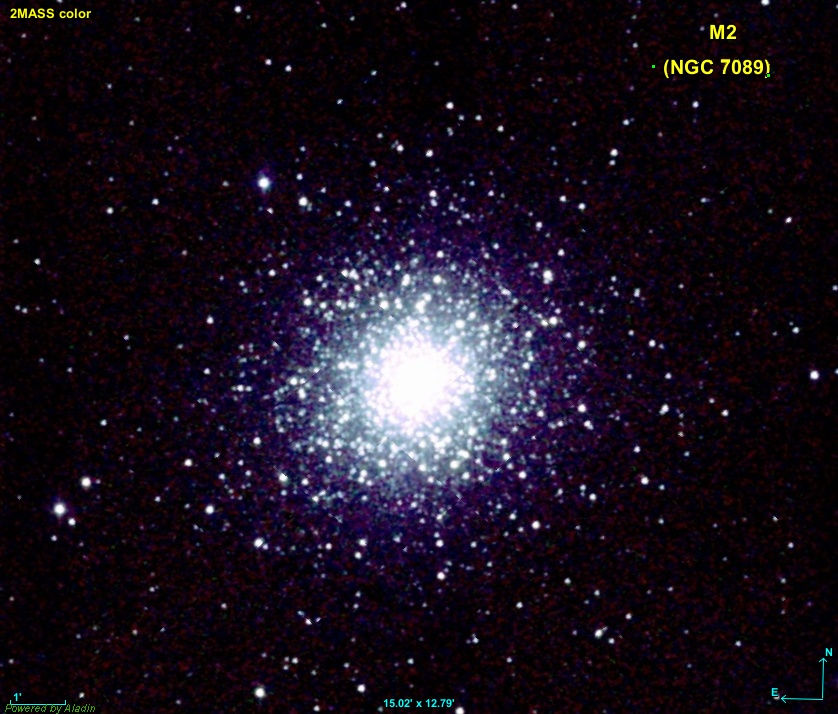
M2 dans le domaine de l'infrarouge par le relevé 2MASS.
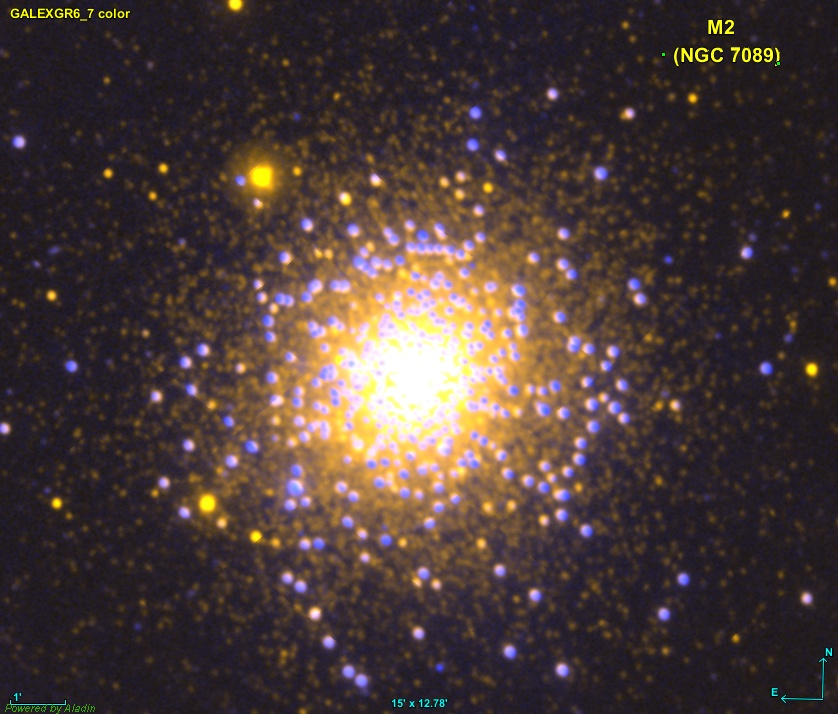
M2 dans le domaine de l'ultraviolet par GALEX.